# Selección de fútbol sub-20 de Nepal
La Selección de fútbol sub-20 de Nepal es el equipo que representa al país en el Mundial Sub-20, en el Campeonato sub-19 de la SAFF y en el Campeonato sub-19 de la AFC; y es controlada por la Federación de Fútbol de Nepal.

## Palmarés
- Campeonato sub-19 de la SAFF: 1

2015

## Participaciones

### Mundial Sub-20
| Año   | Ronda        | J            | G            | E            | P            | GF           | GC           |
| ----- | ------------ | ------------ | ------------ | ------------ | ------------ | ------------ | ------------ |
| 1977  | No clasificó | No clasificó | No clasificó | No clasificó | No clasificó | No clasificó | No clasificó |
| 1979  | No clasificó | No clasificó | No clasificó | No clasificó | No clasificó | No clasificó | No clasificó |
| 1981  | No clasificó | No clasificó | No clasificó | No clasificó | No clasificó | No clasificó | No clasificó |
| 1983  | No clasificó | No clasificó | No clasificó | No clasificó | No clasificó | No clasificó | No clasificó |
| 1985  | No clasificó | No clasificó | No clasificó | No clasificó | No clasificó | No clasificó | No clasificó |
| 1987  | No clasificó | No clasificó | No clasificó | No clasificó | No clasificó | No clasificó | No clasificó |
| 1989  | No clasificó | No clasificó | No clasificó | No clasificó | No clasificó | No clasificó | No clasificó |
| 1991  | No clasificó | No clasificó | No clasificó | No clasificó | No clasificó | No clasificó | No clasificó |
| 1993  | No clasificó | No clasificó | No clasificó | No clasificó | No clasificó | No clasificó | No clasificó |
| 1995  | No clasificó | No clasificó | No clasificó | No clasificó | No clasificó | No clasificó | No clasificó |
| 1997  | No clasificó | No clasificó | No clasificó | No clasificó | No clasificó | No clasificó | No clasificó |
| 1999  | No clasificó | No clasificó | No clasificó | No clasificó | No clasificó | No clasificó | No clasificó |
| 2001  | No clasificó | No clasificó | No clasificó | No clasificó | No clasificó | No clasificó | No clasificó |
| 2003  | No clasificó | No clasificó | No clasificó | No clasificó | No clasificó | No clasificó | No clasificó |
| 2005  | No clasificó | No clasificó | No clasificó | No clasificó | No clasificó | No clasificó | No clasificó |
| 2007  | No clasificó | No clasificó | No clasificó | No clasificó | No clasificó | No clasificó | No clasificó |
| 2009  | No clasificó | No clasificó | No clasificó | No clasificó | No clasificó | No clasificó | No clasificó |
| 2011  | No clasificó | No clasificó | No clasificó | No clasificó | No clasificó | No clasificó | No clasificó |
| 2013  | No clasificó | No clasificó | No clasificó | No clasificó | No clasificó | No clasificó | No clasificó |
| 2015  | No clasificó | No clasificó | No clasificó | No clasificó | No clasificó | No clasificó | No clasificó |
| Total | 0/20         | 0            | 0            | 0            | 0            | 0            | 0            |

| AFC U-19 Championship finals record | AFC U-19 Championship finals record | AFC U-19 Championship finals record | AFC U-19 Championship finals record | AFC U-19 Championship finals record | AFC U-19 Championship finals record | AFC U-19 Championship finals record | AFC U-19 Championship finals record | AFC U-19 Championship finals record | AFC U-19 Championship finals record |                             | Récord en Eliminatoria | Récord en Eliminatoria | Récord en Eliminatoria | Récord en Eliminatoria | Récord en Eliminatoria | Récord en Eliminatoria | Récord en Eliminatoria | Récord en Eliminatoria | Récord en Eliminatoria |
| Año                                 | Resultado                           | PTS                                 | J                                   | G                                   | E                                   | P                                   | GF                                  | GC                                  | GD                                  | Resultado                   | PTS                    | J                      | G                      | E                      | P                      | GF                     | GC                     | GD                     |                        |
| ----------------------------------- | ----------------------------------- | ----------------------------------- | ----------------------------------- | ----------------------------------- | ----------------------------------- | ----------------------------------- | ----------------------------------- | ----------------------------------- | ----------------------------------- | --------------------------- | ---------------------- | ---------------------- | ---------------------- | ---------------------- | ---------------------- | ---------------------- | ---------------------- | ---------------------- | ---------------------- |
| de 1959 a 1970                      | No participó                        | No participó                        | No participó                        | No participó                        | No participó                        | No participó                        | No participó                        | No participó                        | No participó                        | No participó                | No participó           | No participó           | No participó           | No participó           | No participó           | No participó           | No participó           | No participó           |                        |
| 1971                                | Fase de Grupos                      | 0                                   | 3                                   | 0                                   | 0                                   | 3                                   | 1                                   | 8                                   | –7                                  | No Hubo Eliminatoria        | No Hubo Eliminatoria   | No Hubo Eliminatoria   | No Hubo Eliminatoria   | No Hubo Eliminatoria   | No Hubo Eliminatoria   | No Hubo Eliminatoria   | No Hubo Eliminatoria   | No Hubo Eliminatoria   |                        |
| 1972                                | Fase de Grupos                      | 0                                   | 3                                   | 0                                   | 0                                   | 3                                   | 0                                   | 19                                  | –19                                 | No Hubo Eliminatoria        | No Hubo Eliminatoria   | No Hubo Eliminatoria   | No Hubo Eliminatoria   | No Hubo Eliminatoria   | No Hubo Eliminatoria   | No Hubo Eliminatoria   | No Hubo Eliminatoria   | No Hubo Eliminatoria   |                        |
| 1973                                | No participó                        | No participó                        | No participó                        | No participó                        | No participó                        | No participó                        | No participó                        | No participó                        | No participó                        | No Hubo Eliminatoria        | No Hubo Eliminatoria   | No Hubo Eliminatoria   | No Hubo Eliminatoria   | No Hubo Eliminatoria   | No Hubo Eliminatoria   | No Hubo Eliminatoria   | No Hubo Eliminatoria   | No Hubo Eliminatoria   |                        |
| 1974                                | Fase de Grupos                      | 0                                   | 3                                   | 0                                   | 0                                   | 3                                   | 4                                   | 14                                  | –10                                 | No Hubo Eliminatoria        | No Hubo Eliminatoria   | No Hubo Eliminatoria   | No Hubo Eliminatoria   | No Hubo Eliminatoria   | No Hubo Eliminatoria   | No Hubo Eliminatoria   | No Hubo Eliminatoria   | No Hubo Eliminatoria   |                        |
| 1975                                | No participó                        | No participó                        | No participó                        | No participó                        | No participó                        | No participó                        | No participó                        | No participó                        | No participó                        | No Hubo Eliminatoria        | No Hubo Eliminatoria   | No Hubo Eliminatoria   | No Hubo Eliminatoria   | No Hubo Eliminatoria   | No Hubo Eliminatoria   | No Hubo Eliminatoria   | No Hubo Eliminatoria   | No Hubo Eliminatoria   |                        |
| 1976                                | No participó                        | No participó                        | No participó                        | No participó                        | No participó                        | No participó                        | No participó                        | No participó                        | No participó                        | No Hubo Eliminatoria        | No Hubo Eliminatoria   | No Hubo Eliminatoria   | No Hubo Eliminatoria   | No Hubo Eliminatoria   | No Hubo Eliminatoria   | No Hubo Eliminatoria   | No Hubo Eliminatoria   | No Hubo Eliminatoria   |                        |
| 1977                                | No clasificó                        | No clasificó                        | No clasificó                        | No clasificó                        | No clasificó                        | No clasificó                        | No clasificó                        | No clasificó                        | No clasificó                        | No participó                | No participó           | No participó           | No participó           | No participó           | No participó           | No participó           | No participó           | No participó           |                        |
| 1978                                | No clasificó                        | No clasificó                        | No clasificó                        | No clasificó                        | No clasificó                        | No clasificó                        | No clasificó                        | No clasificó                        | No clasificó                        | No participó                | No participó           | No participó           | No participó           | No participó           | No participó           | No participó           | No participó           | No participó           |                        |
| 1980                                | No clasificó                        | No clasificó                        | No clasificó                        | No clasificó                        | No clasificó                        | No clasificó                        | No clasificó                        | No clasificó                        | No clasificó                        | Group 1 (5º)                | 0                      | 4                      | 0                      | 0                      | 4                      | 2                      | 17                     | –15                    |                        |
| 1982                                | No clasificó                        | No clasificó                        | No clasificó                        | No clasificó                        | No clasificó                        | No clasificó                        | No clasificó                        | No clasificó                        | No clasificó                        | Segunda Ronda, Grupo A (3º) | 0                      | 2                      | 0                      | 0                      | 2                      | 0                      | 11                     | –11                    |                        |
| 1985                                | No clasificó                        | No clasificó                        | No clasificó                        | No clasificó                        | No clasificó                        | No clasificó                        | No clasificó                        | No clasificó                        | No clasificó                        | No participó                | No participó           | No participó           | No participó           | No participó           | No participó           | No participó           | No participó           | No participó           |                        |
| 1986                                | No clasificó                        | No clasificó                        | No clasificó                        | No clasificó                        | No clasificó                        | No clasificó                        | No clasificó                        | No clasificó                        | No clasificó                        | Grupo 5 (2º)                | 1                      | 2                      | 0                      | 2                      | 0                      | 2                      | 0                      | +2                     |                        |
| 1988                                | No clasificó                        | No clasificó                        | No clasificó                        | No clasificó                        | No clasificó                        | No clasificó                        | No clasificó                        | No clasificó                        | No clasificó                        | No participó                | No participó           | No participó           | No participó           | No participó           | No participó           | No participó           | No participó           | No participó           |                        |
| 1990                                | No clasificó                        | No clasificó                        | No clasificó                        | No clasificó                        | No clasificó                        | No clasificó                        | No clasificó                        | No clasificó                        | No clasificó                        | Grupo 4 (2º)                | 4                      | 3                      | 1                      | 2                      | 0                      | 1                      | 0                      | +1                     |                        |
| 1992                                | No clasificó                        | No clasificó                        | No clasificó                        | No clasificó                        | No clasificó                        | No clasificó                        | No clasificó                        | No clasificó                        | No clasificó                        | Grupo 3 (3º)                | 4                      | 4                      | 1                      | 2                      | 1                      | 4                      | 4                      | +0                     |                        |
| 1994                                | No clasificó                        | No clasificó                        | No clasificó                        | No clasificó                        | No clasificó                        | No clasificó                        | No clasificó                        | No clasificó                        | No clasificó                        | Desconocido                 | Desconocido            | Desconocido            | Desconocido            | Desconocido            | Desconocido            | Desconocido            | Desconocido            | Desconocido            |                        |
| 1996                                | No clasificó                        | No clasificó                        | No clasificó                        | No clasificó                        | No clasificó                        | No clasificó                        | No clasificó                        | No clasificó                        | No clasificó                        | Grupo 7 (3º)                | 4                      | 4                      | 1                      | 2                      | 1                      | 4                      | 4                      | +0                     |                        |
| 1998                                | No clasificó                        | No clasificó                        | No clasificó                        | No clasificó                        | No clasificó                        | No clasificó                        | No clasificó                        | No clasificó                        | No clasificó                        | Grupo 4 (5º)                | 0                      | 4                      | 0                      | 0                      | 4                      | 0                      | 22                     | –22                    |                        |
| 2000                                | No clasificó                        | No clasificó                        | No clasificó                        | No clasificó                        | No clasificó                        | No clasificó                        | No clasificó                        | No clasificó                        | No clasificó                        | Grupo 4 (4º)                | 1                      | 3                      | 0                      | 1                      | 2                      | 0                      | 9                      | –9                     |                        |
| 2002                                | No clasificó                        | No clasificó                        | No clasificó                        | No clasificó                        | No clasificó                        | No clasificó                        | No clasificó                        | No clasificó                        | No clasificó                        | Grupo 6 (3º)                | 0                      | 2                      | 0                      | 0                      | 2                      | 0                      | 13                     | –13                    |                        |
| 2004                                | Fase de Grupos                      | 3                                   | 3                                   | 1                                   | 0                                   | 2                                   | 1                                   | 6                                   | –5                                  | Grupo 5 (1º)                | 3                      | 2                      | 1                      | 1                      | 0                      | 4                      | 1                      | +4                     |                        |
| 2006                                | No clasificó                        | No clasificó                        | No clasificó                        | No clasificó                        | No clasificó                        | No clasificó                        | No clasificó                        | No clasificó                        | No clasificó                        | 2º (Grupo 6)                | –                      | –                      | –                      | –                      | –                      | –                      | –                      | –                      |                        |
| 2008                                | No clasificó                        | No clasificó                        | No clasificó                        | No clasificó                        | No clasificó                        | No clasificó                        | No clasificó                        | No clasificó                        | No clasificó                        | 4º (Grupo D)                | –                      | –                      | –                      | –                      | –                      | –                      | –                      | –                      |                        |
| 2010                                | No clasificó                        | No clasificó                        | No clasificó                        | No clasificó                        | No clasificó                        | No clasificó                        | No clasificó                        | No clasificó                        | No clasificó                        | 5º (Grupo A)                | –                      | –                      | –                      | –                      | –                      | –                      | –                      | –                      |                        |
| 2012                                | No clasificó                        | No clasificó                        | No clasificó                        | No clasificó                        | No clasificó                        | No clasificó                        | No clasificó                        | No clasificó                        | No clasificó                        | No participó                | No participó           | No participó           | No participó           | No participó           | No participó           | No participó           | No participó           | No participó           |                        |
| 2014                                | No clasificó                        | No clasificó                        | No clasificó                        | No clasificó                        | No clasificó                        | No clasificó                        | No clasificó                        | No clasificó                        | No clasificó                        | 5º (Grupo A)                | –                      | –                      | –                      | –                      | –                      | –                      | –                      | –                      |                        |
| 2016                                | No clasificó                        | No clasificó                        | No clasificó                        | No clasificó                        | No clasificó                        | No clasificó                        | No clasificó                        | No clasificó                        | No clasificó                        | 4º (Grupo D)                | 1                      | 3                      | 0                      | 1                      | 2                      | 1                      | 13                     | –13                    |                        |
| Total                               | 4/39                                | 3                                   | 9                                   | 1                                   | 0                                   | 8                                   | 2                                   | 33                                  | –31                                 | -                           | –                      | –                      | –                      | –                      | –                      | –                      | –                      | –                      |                        |

### SAFF U-19 Championship
| Sede/Año | Resultado | PTS | J | G | E | P | GF | GC | GD |
| -------- | --------- | --- | - | - | - | - | -- | -- | -- |
| 2015     | Campeón   | 10  | 4 | 3 | 1 | 0 | 9  | 5  | +4 |
| Total    | 1/1       | 10  | 4 | 3 | 1 | 0 | 9  | 5  | +4 |